# Municipio de Tempoal

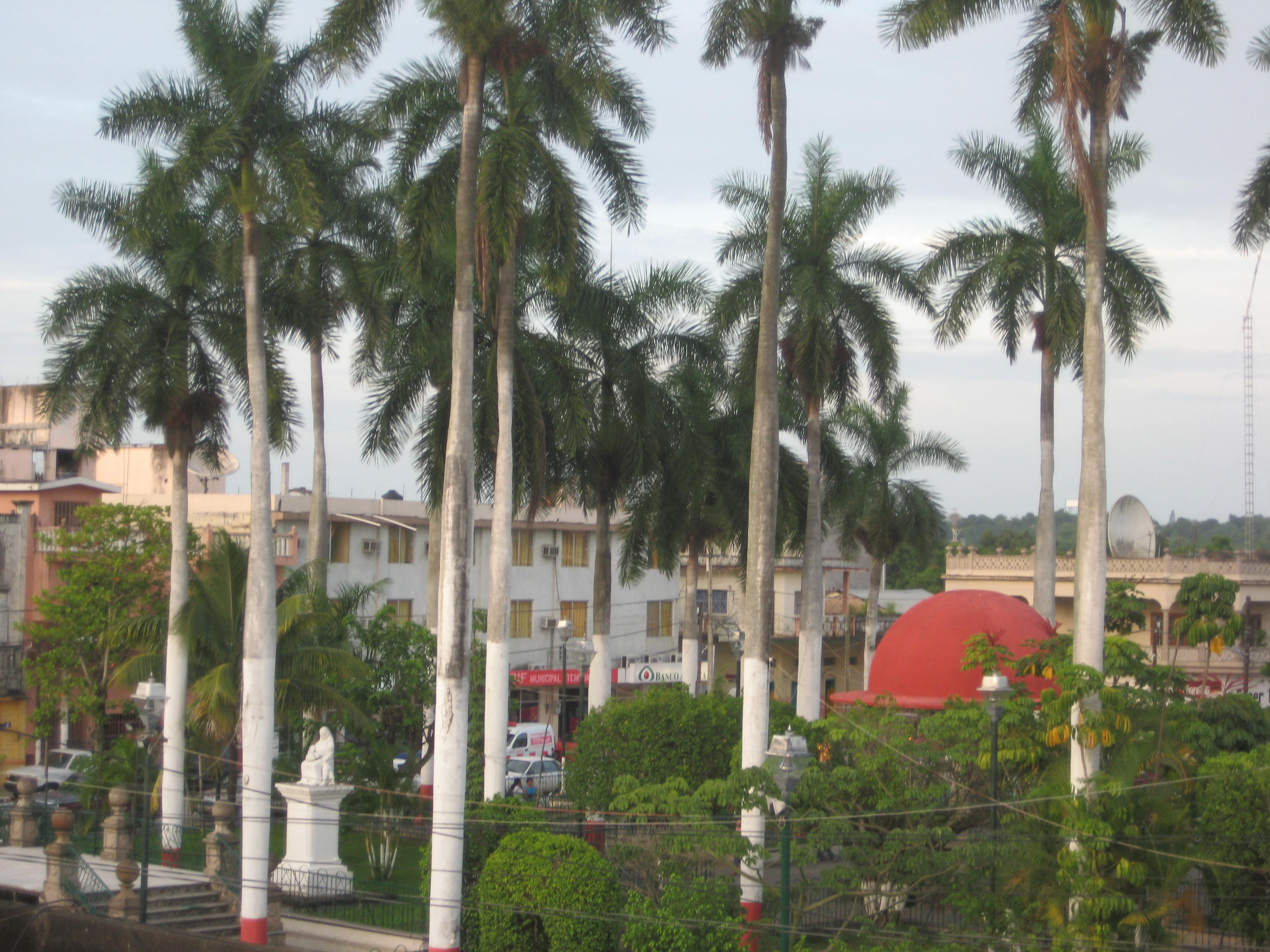
Plaza Principal....

El municipio de Tempoal es uno de los municipios de la Huasteca Alta que conforman el Estado Mexicano de Veracruz. Su cabecera municipal es Tempoal de Sánchez. Se encuentra situado en la zona norte del Estado, sobre las estribaciones de la Región Huasteca. Su fiesta principal es el Xantolo, que se celebra del 31 de octubre al 3 de noviembre.

## Toponimia
El origen de Tempoal es del tének (huasteco), Tam-puhal; Tam= Lugar y Puhal= Peces, por lo que significa “Lugar de Peces”.

## Escudo
El río está presente como una de las características representativas del municipio pasando por en medio de este dividiéndolo en dos partes; Los Peces representan la abundancia de recursos naturales existentes en el municipio gracias a la presencia del río; La Palmera conocido como el coyol, como la planta más representativa que caracteriza a los tempoalenses por la abundancia de esta en la localidad; Los peces es de donde se deriva el nombre de Tempoal, debido a que hace unos mil quinientos años antes de Cristo, los grupos de pescadores, cazadores y recolectores que recorrían la exúbera Huasteca, Fueron asentándose en estas tierras formando pequeños poblados o Congregaciones para iniciar una vida sedentaria y dedicarse a la agricultura y pequeña industria y como consecuencia del descubrimiento del maíz, así debió nacer Tempoal, que conserva su nombre huasteco.

## Geografía

### Localización
Se encuentra ubicado en la zona norte del estado, en las coordenadas 21°31′ latitud norte y 98°23′ longitud oeste a una altitud de 50 metros sobre el nivel del mar. 
Limita al norte con el municipio de El Higo y el municipio de Pánuco, al este con Ozuluama y Tantoyuca, al sur con Platón Sánchez y el Estado de Hidalgo, al oeste con el Estado de San Luis Potosí.
Su distancia aproximada al noroeste de la Capital del Estado Xalapa, por carretera es de 470 km.

### Extensión
Tiene una superficie de 1487.15 km², cifra que representa un 2.04% del total del Estado.

### Clima
Su clima es cálido-extremoso, con una temperatura media anual de 24.1 °C, ; su precipitación pluvial media anual es de 839 mm.

### Orografía
Se encuentra situado en la zona norte del estado sobre las estribaciones de la región de la Huasteca.

### Hidrografía
Se encuentra regado por el Río Calabozo que es tributario del río Moctezuma o Pánuco.

### Flora
Los ecosistemas que coexisten en el municipio son el de tipo selva mediana perennifolia secundaria como el chicozapote, caoba y pucté.

### Edafología
Su suelo es de tipo regosol, se caracteriza por no presentar capas distintas, con tonalidades claras y es susceptible a la erosión, se utiliza en un porcentaje del 80% Agrícola, 17% a Viviendas, 2% Comercio, 1% a las Oficinas y Espacios Públicos.

## Historia
Fue una población prehispánica, En 1837 funciona como una receptoría de rentas, reconociendo a la administración de Tantoyuca como oficina principal, en 1864 durante la intervención francesa, gente de Tempoal estuvo presente en la defensa de la Patria, significándose su participación en el sangriento combate de Chinampa de Gorostiza. En el año de 1911 al iniciarse la revolución Maderista, las fuerzas de Samuel M. Santos atacaron y tomaron la Villa de Tempoal. Por decreto de 27 de mayo de 1927 el pueblo de Tempoal se eleva a la categoría de villa y en 1960 por decreto n.º 82 del 29 de noviembre pasó de villa a ciudad.

### Cronología de Hechos Históricos
- 1522 – Aparecen las primeras citas de una población llamada Tam-Phual, Lugar de Peces. Cuando Hernán Cortez con su gente derrota a los valientes huaxtecos.
- 1550 – Los frailes que evangelizaban la zona proporcionan datos más amplios de la población. Para este año, le pueblo de Tempoal, limitaba con TEXUPEXPAN (hoy Texupezco), CHACHAPALA, METATEPEC, NEXPA. Tenía cuatro leguas por cada lado. Estaba encomendado a Isabel de Escobar, quien cobraba los tributos de 245 familias. Tenía dos aldeas POCHUCO y TAMEMAS. Además otros pueblos, CHICAYAN, TANTOJON, TANCUICHE, TAMITLA y OLIBTUB.
- 1560 – El pueblo estaba todavía encomendado a Isabel de Escobar.
- 1571 – Fray Juan de Mesa, estaba encargado del curato de Tempoal y a él se debe una amplia información sobre este pueblo y sus sujetos. Se dice que fue llamado de España por un tío suyo de apellido Ruelas, acaso esposo de Isabel de Escobar y comendador del pueblo. Al morir su tío, heredó sus bienes, con lo que hizo, según se dice, grandes beneficios.
- 1578 – Fray Juan de Mesa, se retira a Tampico donde tiempo después fallece.
- 1774.- Se expidió una Real Cédula que se refiere al recurso interpuesto por el Arzobispo para la dotación del Curato de Tempoal.
- 1793.- El Virrey se dirigía al Arzobispo, pidiéndole se exhortará a los curas de Pánuco, Tantima, Tantoyuca y Tempoal, para que proporcionaran ayuda al teniente Coronel Félix Calleja, Capitán del regimiento de infantería de Puebla, en su comisión de arreglar las milicias de una de las cuatro divisiones del Norte.
- 1824.- La intendencia de Veracruz creada en 1786, se convierte en Estado de acuerdo a la Constitución de 1824, Tempoal es una municipalidad del mismo.
- 1831.- El 15 de octubre nace uno de los hombres más significativos en la lucha del México Independiente: Rafael Platón Sánchez.
- 1837.- Funcionaba en Tempoal una receptoría de Rentas, reconociendo a la administración de Tantoyuca como oficina principal.
- 1864.- Durante la Revolución Francesa, Tempoal estuvo presente con su gente en la defensa de la patria, y fue muy significativa la participación en el sangriento combate de Chinampa( Hoy Gorostiza).
- 1865.- Las Guerrillas Republicanas de Jesús Sánchez y Anselmo Gómez de Huejutla Hidalgo, ocuparon Tempoal.
- 1866.- Don Antonio Martínez y Don M. O. Paredes, denunciaron un manto de carbón de piedra que debía de atenderse, era chapopote, en el potrero del aguacate ribera del río Pánuco, jurisdicción de Tempoal.
- 1869 – Con fecha 22 de enero, la H. Legislatura del Estado emitió su decreto n.º 135, por el cual concedió a la Municipalidad de Tempoal, una feria anual, por término de diez años, que comprenderían los días 15 a 18 del mes de mayo y para que ella tuviera mayor lucimiento quedaba exenta de todo impuesto, menos del municipal, todos los artículos que introdujeran a dicha feria.
- 1870 – 1890 El pueblo de Tempoal creció en Haciendas y población.
- 1886 - Se establece formalmente la primera escuela primaria con un edificio propio, hoy escuela Rafael Platón Sánchez.
- 1901- Se construye un Kiosco en el centro del parque municipal.
- 1906 - Se erigía el monumento al Coronel Rafael Platón Sánchez.
- 1911.- Al iniciarse la Revolución Maderista, las fuerzas de Samuel M. Santos, atacaron y tomaron la Villa de Tempoal.
- 1914 – Se crea el Registro civil y se comienza a construir el cementerio.
- 1927.- el 27 de mayo, El pueblo de Tempoal, se eleva a categoría de Villa por decreto n.º 89 de la H. Legislatura y el Gobernador del Estado.
- 1940 – El municipio contaba con 18,541 habitantes, 2, 211, en la cabecera y una superficie de 1,476 km².
- 1955 – Empieza a funcionar la Escuela Secundaria “Rafael Platón Sánchez, con la intención de hacerla preparatoria. Los monumentos de nuestros héroes adornan la calle principal y parque, de Rafael Platón Sánchez, Hidalgo y Juárez. Se construye el jardín de Niños. Y escuelas primarias en el municipio.
- 1959 – Se inaugura el servicio eléctrico.
- 1960.-Como consecuencia del incremento de su población, en el lapso de 1950 a 1960, y del mejoramiento materia y educativo, se promulga el decreto n.º 82 del 29 de noviembre que determino que la villa de Tempoal, se elevara a la categoría política de ciudad.
- 1967.- La Legislatura y el Gobernador del Estado, por decreto n.º 51 del 15 de noviembre de 1967, declaró que la cabecera del municipio, se denominara, Tempoal de Sánchez, conmemorando el centenario de la desaparición del Coronel Rafael Platón Sánchez, la ciudad de Tempoal se denomina Tempoal de Sánchez.
- 1968. Fundación de la escuela secundaria general Benito Juárez García, iniciando sus clases en el antiguo convento de las monjas.
- 1977. Durante el programa de SIEMPRE EN DOMINGO de RAUL VELASCO, se transmitió la visita que hicieron al programa Ismael Aradillas Acosta, César Azuara, junto con las candidatas y embajadoras de la feria de ese año en Tempoal: Gloria Arguelles, Teresa Flores y Zorabelia Ortega del Ángel, para promocionar el queso de bola y expo feria de Tempoal, a nivel nacional.
- 1979. 2 de febrero. Muere en Tempoal el profesor de música Ramón Chairez González "ramoncito" quien dijo "el único símbolo de superioridad que conozco es la bondad", sus restos descansan junto a su esposa en Tantoyuca, Veracruz.
- 1987. La estación de radio XETI sube su potencia a los 5000 wats de potencia radial efectiva, llegando al norte hasta Soto La Marina en Tamaulipas.
- 1988. Fundación del Colegio de Bachilleres del Estado de Veracruz plantel 02 Tempoal, siendo su primer director el profesor Juan de Dios Herrera Juárez y subdirector Arnulfo Ahumada Mendo (+).
- 1991. La estación de radio XETI cambia de nombre como La Fabulosa y de frecuencia al 760 klhz en AM. Aumentando su potencia a 10000 wats logrando a escucharse por las noches hasta Matamoros y Reynosa.
- 1991 Egresa la primera generación (1988-1991) del COBAV 02 Tempoal.
- 1992. Egresa la segunda generación (1989-1992) del COBAV 02 Tempoal.
- 1993. 30 junio. Egresa la tercera generación (1990-1993) del Colegio de Bachilleres del Estado de Veracruz, plantel 02 Tempoal.
- 1997 (30 de agosto) Muere el distinguido tempoalense Ricardo Efraín Ortega Meza, un gran músico, compositor, diseñador, dibujante, escultor y servidor público por más de cuarenta años en la presidencia municipal de Tempoal.
- 2009 (marzo) A través de internet abrieron El Blog de Tempoal, fue el primer sitio de comunicación por internet que puso en contacto a los tempoalenses, entre quienes vivían en el municipio, con aquellos que por alguna razón habían emigrado a otras partes del país e incluso del extranjero; fue mediante el Foro Tempolense, que muchas personas pudieron reencontrarse a través de esta plataforma de comunicación por internet, fue el primero en su tipo en el municipio. Publicando noticias de Tempoal y la región, estableciendo un diálogo franco directo en tiempo real mediante el chat entre los usuarios del sitio.
- 2011 (15 de septiembre) El Blog de Tempoal, por primera vez se transmitió completamente en vivo la ceremonia del grito de independencia, desde el parque principal de Tempoal.
- 2011 (noviembre) El Blog de Tempoal cierra su plataforma digital, saliendo del aire; dejando un precedente en la historia de la comunicación local.
- 2012. Carlos Portilla Reyes se hace cargo del Comité Central de Comparsas de Tempoal.
- 2012 (26 de julio) Fallece en Tempoal Don Jesús "El Tallarín" Cabriales, seleccionado mexicano y una gloria del futbol nacional.
- 2013 (25 de octubre) En asamblea general el Comité Central de Comparsas de Tempoal, toman la decisión de proteger los sones tradicionales de la viejada, por lo cual a partir de este fecha quedó prohibido mezclar, cambiar pasos de sones tradicionales; quien lo hiciera, se considerará como un daño para el Central de Comparsas y para las festividades de días de muertos en Tempoal, quedando aplicar el reglamento interno de comparsas.
- 2013 (03 diciembre) La comisión de Cultura y Cinematografía, de la cámara de diputados federal, por punto de acuerdo dictaminó: "Se pide al Instituto Nacional de Bellas Artes y Literatura, así como al Consejo Nacional para la Cultura y las Artes, al gobierno de Veracruz y al Ayuntamiento de Tempoal, Veracruz, garanticen el rescate, conocimiento, catálogo, registro, restauración, conservación y difusión de los elementos o valores del patrimonio cultural inmaterial del "Ceremonial de la Danza de los Viejos".
- 2014 (09 abril) Con la llegada del Museo Móvil a la ciudad de Tempoal Veracruz, quedó concluida la gira de "El Camino de la ciencia" a su paso por los municipios del distrito 01 y que se hizo pensando en la niñez y la juventud norveracruzana. El evento donde se dieron por inaugurados los trabajos fue encabezado por la diputada local, Octavia Ortega Arteaga y del presidente municipal de Tempoal, Patricio Chirinos del Ángel.
- 2017 (25 de julio) La página Tempoal en imágenes, le dan un giro editorial al sitio y se transforma con el nombre de TEMPOAL EN EL TIEMPO, enfocada a la cultura, historia tradición y leyenda de Tempoal, Veracruz; dejando atrás las temáticas polémicas.
- 2018 (24 febrero) Se realiza en Tempoal el primer encuentro de músicos huapangueros, con la participación más de veinte tríos de huapangueros, provenientes de los estados de Hidalgo, San Luis Potosí, Puebla, Veracruz; con el propósito de impulsar la música de la huasteca y reconocer a los intérpretes y creadores del huapango en el ámbito regional.
- 208 (24 febrero) Se entregó un reconocimiento al profesor de música Javier Ortega Toscano, como uno de los principales impulsores de la música huasteca en Tempoal, a través de sus enseñanzas en el taller de música tradicional; en el marco del primer encuentro de tríos huapangueros.
- 2019 (23 de marzo) Se presentó la obra La Viejada de Tempoal dentro de la sesión de la comisión para la salvaguardia del ceremonial de la danza de los viejos, conformada por la secretaria de Cultura del gobierno Federal por conducto de la DGCPIU, de la secretaria de Cultura del estado de Veracruz IVEC, del H. Ayuntamiento de Tempoal y presidida por el Comité central de comparsas, tomando el acuerdo de mandar a imprenta y ponerla a la venta.
- 2019 (23 de marzo). Reconocen de manera oficial autoridades del gobierno federal, estatal y municipal a la DANZA DE LOS VIEJOS, como PATRIMONIO CULTURAL INMATERIAL DE MEXICO, entregando el nombramiento y placa conmemorativa al pueblo tempoalense, de tan importante acontecimiento. Después de seis años de gestiones por parte del Comité Central de Comparsas de Tempoal, se lograba el objetivo de elevar a rango de patrimonio cultural los tradicionales viejos.
- 2019 (14 octubre) La comparsa Brisa Tradición y Leyenda, hacen la develación de la placa en honor a doña Daría Campos viuda de Robles, por el presidente municipal Hermenegildo Díaz y el presidente del comité de Comparsa Carlos Portilla Reyes; en el lugar donde por tradición ha ensayado su comparsa desde 1966, de tal forma para honrar su memoria y quede como un testigo y referente a las nuevas generaciones de bailadores de dicha comparsa. La placa fue donada por el señor Carlos Arteaga Meza y la señora Alma Delia Arguelles Castro.
- 2019 (08 noviembre) Muere en Tempoal, el famoso artesano mascarero PORFIRIO NAVARRETE.
- 2022 (25 febrero) Se solicita de manera formal a la UNESCO que “Danza de Los Viejos” sea Patrimonio Inmaterial de la Humanidad. Se estima que en Tempoal participan entre ocho y 11 mil danzantes durante las fiestas de días de muertos. Se hizo entrega oficial del expediente para que llegue a más tardar el 30 de marzo a París, donde la UNESCO analizará los temas pendientes. Se espera que la Unesco emita una respuesta favorable a más tardar en los meses de noviembre y diciembre de este año (2022).

### Personas destacadas
- Rafael Platón Sánchez. 1831-1867. Coronel, Defensor de la Patria durante la batalla de Puebla, Presidió el consejo de guerra que juzgó a Maximiliano de Habsurgo

## Demografía
Cuenta en el año de 1995 con una población de 35,600 habitantes, se registran en el año 1343 nacimientos y 99 muertes.
Se estimó para el año de 1996 una población de 36,832. De acuerdo a los resultados preliminares del censo 2000, la población en el municipio es de 36,341 habitantes, 18,177 hombres y 18,164 mujeres. De acuerdo a los resultados que presenta el II Conteo de Población y Vivienda del 2005, el municipio cuentan con un total de 33,107 habitantes.

### Grupos étnicos
Existen en el municipio 3252 hablantes de lengua indígena ,1734 hombres y 1518 mujeres que representan el 9.33% de la población municipal , la principal lengua indígena es el huasteco. De acuerdo a los resultados que presenta el II Conteo de Población y Vivienda del 2005, en el municipio habitan un total de 2,055 personas que hablan alguna lengua indígena

### Religión
Cuenta con una población de 30 083 habitantes mayores de 5 años, de los que 28 475 son católicos, 1 877 protestantes, 385 Testigos de Jehová, 109 profesan otra religión y 1301 ninguna.

### Educación
La educación básica es impartida por 81 planteles de preescolar, 91 de primaria, 13 de secundaria. Además cuenta con 3 instituciones que brindan el bachillerato.
Cuenta además con una Unidad Académica del Instituto Tecnológico Superior de Tantoyuca, que atiende a 197 alumnos del municipio y la región, ofertando las carreras de Ingeniería en Agronomía, Industrial y Gestión Empresarial.

### Salud
En este municipio la atención de servicios médicos es proporcionada por 8 unidades médicas de la Secretaría de salud. Cabe señalar que en esta municipalidad se prestan los servicios de consulta externa.

### Abasto
El municipio satisface sus necesidades de abasto mediante un mercado público, 22 tiendas DICONSA, 2 rastros, 2 tianguis, 9 tortillerías.

### Deporte
El fomento deportivo para su práctica y desarrollo cuenta con 12 canchas de usos múltiples , estos servicios son proporcionados por la Dirección General de Educación y Física del Estado.

### Vivienda
Acorde a los resultados preliminares del censo 2000, se encontraron edificadas en el municipio 7,965 viviendas, con un promedio de ocupantes por vivienda de 4.56, la mayoría son propias y de tipo fija. Los materiales utilizados principalmente para su construcción son el cemento, el tabique, el ladrillo, la madera, la lámina. Así como también se utilizan materiales propios de la región. De acuerdo a los resultados que presenta el II Conteo de Población y Vivienda del 2005, en el municipio cuentan con un total de 7,876 viviendas de las cuales 7,690 son particulares.

### Medios de comunicación
Este municipio recibe publicaciones periodísticas, la señal de radio de 35 estaciones de AM y 2 Satelitales, así como las señales de los canales de Televisión. Tiene servicio telefónico por marcación automática en la cabecera y 7 localidades, así como telefonía rural; además 4 oficinas postales y 1 de telégrafos.

### Vías de comunicación
El municipio cuenta con infraestructura de vías de comunicación conformada por 163.1 km de carretera,

## Información económica

### Agricultura
El municipio cuenta con una superficie total de 110766 hectáreas dedicadas a la agricultura, de las que se siembran 67,657.561 hectáreas, en las 3536 unidades de producción. Los principales productos agrícolas en el municipio y la superficie que se cosecha en hectáreas es la siguiente: maíz 2,219, frijol 52, sandía 12, caña de azúcar 499.25 y naranja 426 En el municipio existen 1471 unidades de producción rural con actividad forestal de las que 50 se dedican a maderables.

### Ganadería
Tiene una superficie de 94 390 hectáreas dedicadas a la ganadería, en donde se ubican 2,422 unidades de producción rural con actividad de cría y explotación de animales, cuenta con 101,591 cabezas de ganado bovino de doble propósito, además la cría de ganado porcino, ovino, equino y caprino, Las granjas avícolas tienen cierta importancia

### Industria
En el municipio se han establecido industrias entre las cuales encontramos 3 medianas; destacando las industrias de fabricación de implementos y fabricación de bombas manuales para extraer líquidos, Lácteos y sus derivados (queso principalmente) y talleres automotrices.

### Turismo
En el municipio existen, al 31 de diciembre de 1996, 3 establecimientos de hospedaje, los cuales hacen un total de 85 habitaciones disponibles

### Comercio
El municipio cuenta con diversos negocios entre los que se pueden enumerar 2 zapaterías, 2 almacenes de ropa, 3 papelerías, 2 mueblerías (Muebles de la Huasteca) 4 ferreterías, 3 almacenes con venta de materiales para la construcción, 9 tortillerías, 9 farmacias y 2 tianguis.
5 tiendas de abarrotes.

### Servicios
En el municipio se brindan servicios de 3 hoteles, un motel, 4 centros nocturnos y 15 restaurantes

## Cultura

### Monumentos históricos
El municipio tiene 7 estatuas ubicadas en la cabecera municipal: la 1.ª en honor al coronel Platón Sánchez, la 2.ª en honor a Benito Juárez, la 3.ª en honor a Miguel Hidalgo y Costilla, la 4.ª en honor a Emiliano Zapata, la 5.ª en honor a las madres, y la 6.ª en honor a una de las tradiciones más arraigadas que es la Fiesta de Día de Muertos conocida como Día de muertos o todo santos. La 7.ª es el monumento al enmascarado, diseñado y elaborado por Don Ricardo Ortega Meza, fue colocado en la Coolonia La Brisa.

### Festividades
Del 10 al 15 de abril se celebra el carnaval con feria ganadera, agrícola, artesanal, industrial, comercial, cultural. Bailes populares, danzas autóctonas y folclores, juegos mecánicos, carrera de caballos, pelea de gallos. El 1 y 2 de noviembre se realiza la fiesta de Días de Muertos, ritual de la huasteca con danzas folclóricas, actos religiosos, ofrendas florales, entre octubre y noviembre se baila la danza de los viejos durante la fiesta de  de Día de Muertos.

### Días de Muertos

#### Introducción
Xantolo, es el nombre del Día de Muertos en la Huasteca, es un término que deriva de Sanctórum, asimilado por sobre la lengua Náhuatl, aunque también se le conoce como Xantola, o santorom – como en el caso de los Tenek – pero indica precisamente “Todos Santos”, designación dada a la festividad huasteca en su conjunto.
Existen otras voces, más antiguas, que nos hablan de como una forma muy particular de recordar a las almas de los ancestros en las comunidades rurales. Con el tiempo el Xantolo y toda la tradición de día de muertos logró equilibrar los elementos propios derivado de las culturas indígenas y de aquellos traídos por la conquista española, expresados hoy en estos ceremoniales tan significativos para los Huastecos desde  el 31 de octubre hasta el 3 de noviembre, fecha en que las ánimas están en casa.
En Tempoal, los preparativos para esta festividad inician desde el 29 de septiembre, participando los días subsecuentes, las escuelas de todos los niveles, con la finalidad de fortalecer la tradición, a partir de que es publicado en la gaceta oficial del Estado de Veracruz, número extraordinario 218 de fecha 23 de julio de 2007, el Decreto de la Festividad Indígena de Xantolo como Patrimonio Cultural del Estado de Veracruz de Ignacio de la Llave.
"La cultura es un valioso instrumento para mejorar el bienestar de las personas y sirve como elemento de identidad; que da al hombre la capacidad de reflexionar sobre sí mismo. Es ella la que hace de nosotros seres específicamente humanos, racionales, críticos y éticamente comprometidos.
A través de ella discernimos los valores y efectuamos opciones, el hombre se expresa, toma conciencia de sí mismo, se reconoce como un proyecto inacabado, pone en cuestión sus propias realizaciones, busca incansablemente nuevas significaciones y crea obras que lo trascienden".
"La UNESCO declaró en el año 2003 a la festividad indígena de Día de Muertos de México “Obra Maestra del Patrimonio Cultural de la Humanidad”.
En consecuencia, el ejecutivo estatal, representado por Fidel Herrera Beltrán, gobernador constitucional,  asistió a estas actividades celebradas en el mes de noviembre del año 2006, constatando que la festividad de Xantolo es la más grande, extraordinaria y sólida de las fiestas que se viven en Tempoal.
Su magnitud regional se da por la gran participación de la población, por lo que asumió el compromiso de declararla Patrimonio Cultural del Estado.
En virtud de que la festividad de Xantolo representa uno de los ejemplos más relevantes del patrimonio vivo de México y del mundo, así como una de las expresiones culturales más antiguas y de mayor plenitud de los grupos indígenas que habitan la zona Huasteca del estado de Veracruz.
Además de que en el Xantolo intervienen aspectos tan diversos como: gastronomía, danzas, rituales, cantos, alabanzas, mitos, artesanía y música que la ubican en la hipótesis del artículo 5 fracción XI de la Ley del Patrimonio Cultural del Estado de Veracruz de Ignacio de la Llave, como Patrimonio Cultural intangible de nuestro Estado.
Por lo tanto el decreto enuncia en sus artículos lo siguiente:
Artículo 1. Se decreta como Patrimonio Cultural del Estado la festividad indígena de Xantolo que se celebra en la región Huasteca del estado de Veracruz de Ignacio de la Llave.
Artículo 2. El Gobierno del Estado de Veracruz de Ignacio de la Llave, por conducto del Instituto Veracruzano de la Cultura, del Consejo Veracruzano de las Artesanías, de la Coordinación de las Juntas de Mejoramiento Moral, Cívico y Material, de la Dirección General de Acción Social y de la Coordinación de actividades artísticas de la SEV, realizarán acciones orientadas a conservar, fortalecer y difundir la festividad de Xantolo en coordinación con los Ayuntamientos del Municipio del Estado en donde se celebra esta tradicional festividad.
Artículo 3. En términos de la Legislación aplicable a la materia, se convoca a la población, organizaciones no gubernamentales y a la Universidad Veracruzana e instituciones de educación superior a conservar la más grande y arraigada de las fiestas tradicionales que se viven en esta entidad federativa."
El huasteco vive y siente día de muertos como algo muy suyo, como un elemento fundamental de su identidad, además de ser la tradición más esperada en su ciclo festivo.
Esta celebración significa, así mismo, un largo periodo de ahorro y constancia, todo implica trabajo y esfuerzos cotidianos. El tempoalense se tiene preparar para la flor, el chocolate, el pan y todo lo que la ofrenda requiere.
Es también un periodo de tres o cuatro días de asueto, pues no se puede hacer ninguna clase de trabajos, ya que lo que estará siempre en riesgo será la salud. Según la creencia, trastocar este principio conlleva a una serie de lamentables sucesos.
Día de muertos cobra fuerza, además de lo ya señalado, porque en el pensamiento del pueblo, están presentes, entre muchas otras, las siguientes cuestiones:
De la Ofrenda, consiste en distintas viandas, especialmente tamales, pan y chocolate, las animas o almas únicamente toman el sabor y el aroma.
En los días próximos a la celebración, se sueña con los difuntos y aparecen moretones en el cuerpo, sobre todo en brazos  y manos, aunque se dice que esto sucede a veces porque tomamos las frutas o la comida antes de ofrendarla; debido a que si no se ofrenda lo prometido, o simplemente no se ofrenda, puede suceder una desgracia familiar. En consecuencia, las almas que no fueron llamadas a la ofrenda, en especial de los parientes cercanos, retornan tristes al panteón…Todo esto vigoriza y le otorga sentido a la tradición, unifica a las familias y vecinos; hay intercambio de ofrendas y el día 2 se visita a los padrinos, a quienes se les lleva ofrendas en morrales y canastas… o como se dice comúnmente se van a chichiquiliar… es decir se lleva el chichiquil… que traducido puede interpretarse como el alimento que se llevaban los huastecos para comerlo durante su descanso en el trabajo.

#### Preparativos
Para la preparación de Dia de Muertos, se acostumbra a realizar un "arco" como comúnmente es llamado en esta region, lo cual es un altar para las ofrendas. Para construir estos altares, los artesanos y comerciantes locales, ofrecen sus productos para que los locales puedan adquirir lo necesario para la realización de este arco.
Las actividades de esta tradición inicia a partir del 29 de septiembre, el día De San Miguel, con una ofrenda sencilla, Denominada “La Primera Ofrenda”.
Se ofrenda, pan, tamales, chocolates y se colocan veladoras y velas, se hacen estallar algunos cohetes para que “se abra el cielo y bajen las animas”… A partir del mes de octubre, “se está soñando a los difuntos” porque  se considera  que ya van llegando sus ánimas.
El 18 de octubre, día consagrado a San Lucas, quien se encarga de mandar las ánimas a la tierra, se realiza la “Segunda Ofrenda”. Época de cosechar el plátano y cahuayote para hacer el dulce de conserva.
Continúan las ofrendas el 28 de octubre, día de San Judas Tadeo y de San Simón, santos que según la creencia, trabajan juntos. Se cree que durante todo octubre los muertos están en la tierra y ayudan a los vivos en sus tareas y les otorgan sabiduría, ya que son toteixmatkawa (nuestros ancestros).
Esta fechas son desde muy frescas hasta muy frías, con algunas lloviznas, nortes y lluvias. hay neblina y humedad. Ésta atmósfera envuelve a Xantolo, Día de todos los Santos, o Día de Muertos, lo que hace más apetitosa la ofrenda.
Antes del 31 de octubre, se realiza, la plaza Grande, comúnmente un domingo antes de la festividad, por lo que también se llama “El Domingo Grande”, que se le dice así, porque la plaza principal de la ciudad se cubre con más comerciantes de lo habitual y con más mercancía  para suministrar todo lo necesario de la fiesta.
En ella se adquieren los productos que no abastece la milpa, los pobladores se surten de cacao, azúcar, para elaborar chocolate, velas suficientes para las animas que se están esperando, veladoras, copal, nueces, cacahuates, cerámica ceremonial, morrales, ropa, zapatos, sombreros, cohetes, fruta, flores de cempaxúchitl, bojolito, mano de león, frijol sarabando, maíz, , las hojas de los tamales, pemoles, alfajores, así como lo necesario es pura cosa del diablo.

#### El arco y la ofrenda
Para el 30 de octubre, por la tarde o noche, se construye el arco o altar adornado con ramas y flores.
Los arcos son estructuras de madera flexible, esto es, de varas. A este tipo de varas se le conoce como vara sol (rama de cocuite), que se cubre con hojas de un árbol llamado rama iglesia, aunque en algunas ocasiones se forra con heno. Los arcos se adornan con flor de sempoalxóchitl y mano de león y bojolito o bojolillo (sempiterna) carmesí, que se confecciona en el lugar que ocupa el altar que permanentemente está en la casa. Aquí se cuelgan frutas diversas (naranjas y mandarinas, así como pequeñas canastas de barro en las que se colocan nueces, dulces, cacahuates y galletas).
Este arco está ofrecido a los ancestros mayores. Junto a este arco, en un rincón, se hace un arco pequeño dedicado a las ánimas de los niños, a los angelitos. Aquí se les ofrenda a los muertos pequeños. Se ponen velas pequeñas y muchos dulces y juguetes.
Con la elaboración de este altar, de manera tácita se está entrenando a los menores para continuar y sustentar a esta tradición de honda raíz prehispánica.
Posteriormente, a un pedazo de tallo de plátano se le ponen cuatro patas de madera y se le hacen unas incisiones para poner las velas, una para cada difunto recibido u una para todos los demás.
Este artefacto, llamado burrito, se coloca frente al altar. Toda esta laboriosa construcción será el sitio donde moren las ánimas y el ejemplo más fervoroso con que se pueda expresar una bienvenida.
Fuera de la casa, en el patio, se construye un altar más sencillo, con una base de madera donde se coloca la ofrenda para recibir al ánima sola, es decir, a aquellas ánimas sin familiares y que vienen de muy lejos.
La combinación del amarillo y el morado le proporcionan al altar la gracia de la fiesta, y es cuando más luce adornado y vivo. Terminado de construir los arcos (que son rectangulares, pero las esquinas son redondea - das) se detonan cohetes, anunciando el hecho.
El altar simboliza el mundo real y el mundo espiritual; es la representación del cosmos y sus distintos lugares sagrados. Una vez terminado todo esto, se prenden unas cuantas velas y se inciensa.
En el Día de Muertos o de Todos Santos, se cree que llegan las ánimas de los muertos, desde el lugar en que se encuentran, a comer, lo que los vivos les vayan a ofrendar; se les pone comida y con esa ofrenda se les espera.
El ofrecerles a las ánimas se explica a través de un mito, del cual se tiene por certidumbre de que los animales que con anterioridad se destinan para estos días como ofrenda a las ánimas tienen por fuerza que sacrificarse, porque se piensa que de todas maneras ese animal se morirá, porque ya está ofrecido, “está dado”, y si no se mata las ánimas de todos modos “hacen que se muera”.
Para que las ánimas lleguen a la tierra y se introduzcan a los hogares de sus familiares, se les hacen caminos de pétalos de flor de muerto o sempoalxóchitl.
Se forman largas hileras de pétalos, partiendo de la entrada principal de la casa hacia diferentes rumbos, “para que las ánimas vean que en la casa ya hay entradas y no se pierdan… Para que sepan que entran con permiso.
Son caminos por donde llegan y por donde se van”.
En el altar habrá tantas velas como muertos en la familia. Por eso es común ver los altares repletos de velas adornadas con papel oropel de colores y con incisiones. A todos los difuntos se les destina una vela en el altar, la cual muere con la festividad. También hay velas destinadas para los muertos en general. Si queda un cabo de alguna vela, es de buena suerte. “Sirve para hacer limpias y es como bendita”.
La ofrenda que se les coloca a los muertos en el altar es como una muestra de cariño y de recuerdo. Se ofrenda porque “vienen a ver qué les da uno”. Hay que atenderlos bien para que se vayan con gusto y sientan que uno se acuerda de ellos.
De esta forma se llama al ánima y se prende una vela que para ella está dedicada. Esta ofrenda puede ser algo en especial que alguno de los muertos le haya gustado en vida.
Así, en el altar se ponen los tamales de carne de puerco, de picadillo, de calabaza y palmito, de pollo y de dulce; dulce de papaya, de cuahuayote, yuca enmielada, dulce de pipián, frutas diversas (manzanas, naranjas, mandarinas y plátanos), pan, pemoles, alfajores, café y chocolate, así como aguardiente, cigarros, cerveza y refrescos. La ofrenda se sahúma con copal.
Existe la creencia de que las ánimas toman de los alimentos ofrendados únicamente el sabor.
La gente comenta que el chocolate o cualquier otro alimento que ya se haya ofrendado, al momento en que uno lo ingiere, ya no tiene el mismo gusto. Y se piensa que los líquidos, además de perder su sabor, reducen su volumen. Terminando de incensar la ofrenda, y una vez que los vivos comieron de ella, se apagan las velas con dos flores de sempoalxóchitl y se vuelven a encender a la hora siguiente. No se debe apagar las velas con el aliento “porque se van las ánimas”.
El 31 de octubre, Día de los chiquitos o Konepa. Por la madrugada se sacrifican los animales (guajolotes, pollos y puercos). En la noche se preparan tamales. Se ofrenda desde las 7 de la mañana.
Hay que salir de la casa con una canasta con pétalos de sempoali, con agua vendita y el incensario (popochkomitl), y se realiza el primer camino florido desde el patio al altar. Se dice que se va por las ánimas de los muertitos.
Se hace el pascal (patskali) con hierbabuena, xonacate (cebolla regional muy pequeña), chichimequel o frijol de chivo y ajonjolí; también se prepara arroz blanco. Por la tarde se elaboran los tamales con ajonjolí. Una vez hervidos se ofrendan unos pocos en el altar. Hace una cuatro décadas, los niños llamaban a las ánimas de los angelitos con una ocarina de barro llamada kokowilotl (paloma tórtola). En este día todo está dedicado a las almas de los niños.
En el altar pequeño se pone comida propia para niños, es decir, que no contenga chile, sino que sea comida dulce.
A partir del 1 y 2 de noviembre se ofrendan tamales y comida con chile, porque ya los niños se fueron y es día de los grandes.
En el seno de los hogares, frente al altar cada mañana, cada medio día y cada noche de esta festividad, se desarrolla un pequeño ceremonial cargado por una gran dosis de espiritualidad, religiosidad y por ende fe a través del  cual se hace el ofrecimiento de los diversos productos a las almas de los difuntos.
Una vez colocada la ofrenda se encienden las velas y enseguida el jefe de la familia esparce copal por sobre la ofrenda y el arco mismo, como plegaria u oración que conlleva el pensamiento más sublime del ser vivo que se reencuentra, a través de los perfumes, con sus seres queridos que ya partieron.
Suele acompañarse esta ceremonia con el lanzamiento de los cohetes, con los que se llaman a las almas de los fieles difuntos y ahuyentando a los malos espíritus, para finalmente servir parte de estos productos ofrendados a los vivos, a familiares y amigos que han sido invitados para compartir en estas fechas y recordar a nuestros seres queridos.
Los visitantes en estas fechas, son la representación física, de las almas de los difuntos que en estas fechas vienen para vivir con los tempoalenses con pasión y celo una tradición que ha sido heredada de generación en generación.
El 3 de noviembre todas las personas asisten al cementerio a llevarles flores a los difuntos. Allí se reza, se hace ofrenda de tamales, chocolate y bebidas alcohólicas, y llega también la viejada y bailan en el panteón. También llevan tríos de huapangueros, que cantan en las tumbas a solicitud de los deudos.
El 30 de noviembre, día de San Andrés, se ofrenda de nuevo a las ánimas y la viejada hace también acto de presencia en el pueblo.
En las comunidades se bendicen las semillas y las mazorcas que se utilizarán para las siembras del año.
Este día también se efectúa la fiesta de destape, donde cada comparsa hace su propio baile con los fondos económicos colectados.
El baile de destape es un cumplimiento del empresario y el comité, pues “es su obligación organizarlo después de pasar Todos Santos”, a decir de los pobladores.
Así, todos los danzantes vuelven a ponerse su disfraz y el ceremonial comienza cuando la comparsa se inicia a bailar. Bailan durante una hora aproximadamente y los bailadores se quitan la máscara y se la colocan a un lado del rostro, “como anunciando que ya se destapó, que ya está limpio y ya es la persona de antes…” En ocasiones cada uno de los bailadores lleva una madrina y ésta tendrá que darle algún obsequio al momento de destaparse, algún perfume, un pañuelo o cigarros o la comparsa nombra una madrina general a quien hacen llamar la Reina de la Comparsa.
En las comunidades indígenas el baile del destape se hace dependiendo de la cantidad de dinero, aguardiente o semillas que lograron recabarse. Si el dinero es suficiente como para hacer un baile, éste se realiza; si no, se llevará a cabo únicamente un brindis, pero en ambos casos vuelve a bailar la comparsa.
Para destaparse preparan el baile; ejecutan la viejada, y después los participantes se van al monte a quitarse las máscaras, se pone cada uno su respectiva ropa y regresan al baile.
Las máscaras se guardan para la próxima fiesta. Los nahuas llaman a esta ceremonia o baile de destape ixtlapus, que significa “abrir los ojos, abrir o destapar nuestro delante”, y para ello arrojan con la boca aguardiente a los ojos del disfrazado al momento de apartarse la máscara de la cara.
Se piensa que quien no se destapa anda siempre con máscara y que por tal motivo no puede ser él en realidad, pues es un “desconocido” por tener otra cara, siendo presa fácil “de algún mal que le cause la muerte”, mal enviado por las ánimas.
Al morir no será aceptado (por su cara de palo) en el cielo y se irá derecho al infierno. El destape también es señal de respeto a las ánimas. “Es señal de que ya se quitó la cara con que uno animó un poquito la fiesta y para que las ánimas queden invitadas a venir año con año”.
Con la fiesta de destape se da por terminada toda la celebración del Día de Muertos o Todos Santos, Xantolo, Xantola, o Santoro.
Quedan santificadas –allá en Alto del Ojite– las semillas de maíz que se destinarán para la siembra… ”Después se pone una mazorca en la entrada de la casa; ahí se cuelga, para que se dé con mayor fuerza la milpa”.

#### La danza de los viejos
Tempoal se encuentra ubicado en la zona norte del estado de Veracruz, en la Huasteca, y se ha caracterizado siempre por mantener la tradición viva y genuina del Día de Muertos, para fortalecer su identidad a ritmo de los sones interpretados por el trío huasteco, compuesto por un violín, una jarana huasteca y una guitarra quinta huapanguera.
Este Tempoal, donde el queso de bola tiene su cuna, ya tenía desde antes fama de bailador en día de muertos, y ha logrado mantenerse fuera del alcance de otras celebraciones ajenas a la idiosincrasia huasteca, además de instituir en los últimos años el Festival Xantolo, Tempoal, cuyo lema es “Ríe, baila y llora con los muertos”.
“Muy buenas tardes tengan todos ustedes. Las comparsas de los viejos enmascarados de los barrios harán acto de presencia aquí, en este foro Tradicional, después de haber danzado por las calles y en las casas, junto a los que parece que ya se fueron, pero que viven en nuestra mente y en nuestros corazones.
Ellos son los que hacen esta fiesta. Por eso nosotros nos disfrazamos; por eso nosotros ofrendamos; por eso nosotros estamos aquí, con todo gusto y con todo placer.
Para los que no son de casa; para los que vienen por primera vez a esta tierra tan hermosa, hay explicarles que esta danza es en honor a los muertos, en honor a los que ya no están con nosotros, pero que viven dentro de nosotros, dentro de nuestros recuerdo.
Cada comparsa se compone, como ustedes se darán cuenta, de personajes típicos como: el diablo, que significa la maldad; la muerte, que significa el fin de todas las cosas; la mujer embarazada, la vida nueva; y no podría faltar el vaquero, quien rige el destino comparsa y  que comanda el destino de la danza.
Esto que vivirán es nuestro; es huasteco, que nada tiene que ver con el halloween que nos quieren imponer del norte. Yo invito, de todo corazón, a todas las personas que no se han congregaron para bailar en este año con nosotros, que lo hagan todavía. Hay mucho tiempo. Nos queda mucha vida por delante para poder refrendar nuestras tradiciones.
Por ello se agradece a todas aquellas personas, que de una manera u otra, ayudaron para que esta festividad sea mucho mejor cada año."
Es a partir del 15 de octubre que en los patios de las casas se ensayan las comparsas de la viejada.
Los participantes se congregan en la casa del empresario. Este personaje sabe todo cuanto se necesita para estar al frente de esta misión: conoce los sones, es depositario de las coreografías, cuenta con un patio o, en su caso, hace suya la calle; también tiene algunos ahorros para los refrescos y el pago de los músicos, además de poseer el carisma suficiente como para aglutinar en torno a una máscara a los jóvenes y adultos de su colonia. Aquí se reúnen ahora para danzar un poco mientras la fiesta está lista.
Algunas personas ayudan al empresario y desde 1995, cada comparsa ha integrado un comité para mantener el orden y lograr que lo necesario este listo, para que las comparsas, representen las almas de nuestros difuntos salvaguardando la identidad de los danzantes.
De esta forma, durante la festividad los danzantes esperan un poco para luego salir a la calle. Bailan tres o cuatro sones en cada casa. Se les retribuye con algunas monedas; ellos saben que están en su colonia, cerca de sus familiares que les aplauden y los animan.
Por otra calle, más allá abajo, vienen los viejos, dicen los niños en las casas, hacen señas al vaquero que con gozo pita el cuerno.
La comparsa lo escucha y terminando de bailar más allá, en otra calle y distinta casa, con la familia entera que baila los sones de Los Viejos, dicen… “Acá sigan al cuerno… en la casa de haya están tocando el cuerno… que se vengan los músicos… y que se arranquen con el pajarito verde”…..
No es un error decir que todos saben bailar cada uno de los sones de muerto. Mujeres, jóvenes, adultos y niños participan de la fiesta.
El Día de Muertos tiene una singular importancia: el ambiente eminentemente familiar en que se celebra a los ancestros. Al menos por cuatro días, que además son de asueto, se salta a la fiesta comunitaria donde las máscaras, disfraces y la música ritual colman de vida las calles y los patios.
La Danza de los Viejos, a pesar de que la fiesta es para los muertos, es el centro de atención en estos días. Cada colonia organiza su comparsa de danzantes o la viejada a fin de darse a notar en los días de la festividad.
Todas las personas del pueblo que quieran disfrazarse pueden hacerlo, aunque lo correcto es integrarse a la comparsa correspondiente, participando en los ensayos que se realizan diariamente durante los quince días anteriores a la fiesta.
El 31 de octubre es el primer día en que sale la viejada, se ha dejado para que ese día bailen los niños de cada comparsa, en alusión que es considerado el día en el que llegan las almas de los niños y se les ofrenda.
Al llegar la noche se acercan a la plaza principal y finalmente realizan la presentación pública con la que se despiden para regresar el próximo año. Los chiquitos solo permanecen con sus parientes vivos el 31 de octubre, a su término se alejan a su mundo.
Los días 1, 2 y 3 de noviembre son los adultos quienes se disfrazan de viejos, se integran a sus comparsas y danzando de casa en casa materializan el alma de los difuntos y hacen posible el reencuentro físico del vivo con el muerto.
A veces cada una de las comparsas alcanza más de cien integrantes. Todas las colonias participan en la fiesta. De las comunidades cercanas a Tempoal también vienen comparsas a bailar al pueblo: de El Ranchito, Tancheche, etcétera.
Por este simbolismo los viejos, son muy bien atendidos por las familias, incluso adquieren la facultad de poder entrar a los hogares, llegar hasta el altar y tomar algo de los productos ofrendados.
Al término de cada uno de estos días se realiza la presentación pública de todas las comparsas en la plaza principal dando lugar a una festividad en la que se mezclan los vivos con los muertos (los viejos), el pasado con el presente y sobre todo la alegría de los danzantes con el encanto de los espectadores.
A los danzantes se les llama los viejitos o los viejos. A la comparsa en general se le denomina la viejada, integrada por músicos de violín, guitarra huapanguera y jarana, el empresario y el caporal, así como los disfrazados mismos.
A los danzantes, es decir, a los viejos, los acompañan individuos que se han disfrazado de mujer y que forman un sinnúmero de parejas.
El empresario junto con el comité son los encargados de velar por el orden dentro de la comparsa, y cada una de ellas tiene su propio empresario y comité, quien además es el responsable de dirigir los ensayos, de guardar el dinero recabado y, por último, de organizar el baile de destape de la comparsa.
Son diversos los disfraces que para esta ocasión se utilizan, aunque la mayoría están relacionados con personajes como el diablo, el duende, el vaquero o caporal, la ranchera, los payasos, el toro, los inditos, los comanches, las boconas, entre otros, surgidos del ingenio de los participantes, y toda la diversidad determinada por la actitud no discriminatoria de la muerte. Ningún ser vivo a ella escapa, se lleva a personas de todas las clases sociales, edades y credos, así como animales y otros seres vivientes, por ello se representan en una comparsa.
En una acción que expresa la dualidad y conjugación de sentimientos sagrados y paganos, nostálgicos y festivos, el huasteco se disfraza de viejo, materializando el alma del difunto (varones y mujeres), colocándose sobre si, la piel del muerto, siempre portando  la máscara tradicional de madera de cedro, de madera de pemuche o de jobo y actualmente de orejón.
El disfraz según sea la representación que se evoca. Invariablemente consta de una máscara que según versiones antiguas se confeccionaba con las hojas de la mazorca del maíz, con cuero, con tela, o eran talladas en trozos de madera de cedro, jobo o pemuche.
Estas últimas, las de madera, son las que han predominado por su indiscutible valor, dejando muestra fiel de la habilidad de los artesanos tempoalenses para hacer de un trozo una obra de arte, desde la representación más sencilla hasta las más elaborados diseños.
El viejo, usa un paliacate o una pañoleta para cubrir la parte posterior del cráneo y el cuello mismo. La muerte no debe reconocer a los vivos. ¡Ay de aquel vivo que sea reconocido por la muerte.!
Los trajes de los viejos son muy variados, aunque es necesario puntualizar que el traje que se puede considerar como típico es el de vaquero, por ser la ganadería la actividad económica predominante en esta región. Ese predominio se ve reflejado en el hecho que es un vaquero o caporal quien con su cuerno, guía la andanza de la comparsa.
En el baile, el caporal va al frente de la comparsa vestido de vaquero; trae reata de lazar, sombrero ribeteado, chaparreras, espuelas, chirrión y máscara con bigotes. Va tocando un cuerno de buey.
La explicación que se le da al hecho de llevar puesta una máscara con motivos monstruosos o de otro género, es que ésta “sirve para espantar a las ánimas que vienen a ver a quién se llevan”, o también “se baila con máscara para alegrar a las ánimas y hacerles ver que uno está viviendo contento”. En las comunidades indígenas la persona disfrazada no debe ser identificada por ningún individuo, “ya que no es bueno porque le puede suceder alguna desgracia al bailador”. Para evitar ser identificados intercambian entre sí las ropas o se las ponen al revés.
La danza se inicia bailando “El son del pajarito verde”, que es algo así como un saludo a los dueños de una casa, mientras que al finalizar la bailada se interpreta “El son de la salida o el Tapado”.
Así, el caporal dice que viene “de muy lejos” y pide trabajo “para él y sus compañeros”. Cuando toca el cuerno es señal de que en la casa han aceptado que la viejada baile.
Al terminar de bailar reciben de la familia, a través del caporal, una determinada cantidad de dinero, tamales, pan, u otro alimento.
El dinero se guardará para organizar el baile de destape y los tamales son comidos por los danzantes. Todo lo que dan en la casa en donde se baila es como un pago por los trabajos realizados.
Es costumbre que la persona que se inicia en la viejada lo haga durante siete años consecutivos; si los termina y quiere continuar deberá completar catorce años. Pero en ambos casos, el no cumplir implica contraer una serie de supuestos males en su vida “por no haber respetado la costumbre”.
Los sones que conforman esta danza y que son piezas musicales que han sido producto de la creatividad artística de los huastecos, se ejecutan por el violín, la guitarra quinta y la jarana, trasmitiendo a través de sus notas una gran melancolía y una aparente ingenuidad; expresiones que desaparecen cuando los viejos repiquetean sus zapateados, cuando con uniformidad realizan paseadas y vueltas.
Sobre todo cuando con singular alegría expresan emociones en gritos que incitan a danzantes y espectadores a bailar con inconfundible estilo los sones de los Viejos.
En estos sones, sobre todo los más tradicionales, son representados algunos movimientos de los animales propios de esta región, asimismo se reproducen en su ejecución los sonidos que los caracterizan. Otros sones se relacionan con las actividades cotidianas o propias de la región huasteca.
Algunos sones (sones de los viejos) que se tocan en estas fechas son: “El pajarito verde”, “El palomo”, “Son de cuatro vueltas”, “El zopilote”, “El paseadito”, “La piececita”, “Cada quien la suya”, “La polla pinta”, “La banca”, “El caballito”, “La patita”, “Los enanos”, “El agachadito”, “El tapado”, “El brincadito”, “El venado”, “El burro”, “La media naranja”, “El volteadito”, “La mexicanita”, “El santo patrón”, “El sombrero concho”, “El jabalí”, “El gallo”, “La pulga”, “El guajolote”, “El coyote”, “La salida”, entre otros que la creatividad de los músicos han ido desarrollando hasta nuestros días, dando identidad a una comparsa o a una situación particular acaecida en torno a un barrio o la ciudad.
La danza es una verdadera apeteosis de la festividad de Día de Muertos en Nuestro querido Tempoal, de recuerdos familiares y una manera muy especial de añorar a quienes se nos adelantaron en el viaje eterno.
Los Barrios de la Covacha, La Brisa, La quinta colon, La Gloria, El Rastro, La Ricardo Flores Magon, La Revolución verde, La Lázaro Cárdenas, La Benito Juárez, El Alto, la Col. 20 de noviembre, Teresa Morales, así como las comunidades, se vuelcan en comparsas que danzan por las calles.
Doctores, ingenieros, profesores, albañiles, campesinos, ganaderos, agricultores, choferes, personas de todas las profesiones y oficios, se funden en un solo escenario en un ambiente verdaderamente popular en los que los habitantes de estas tierras y los visitantes se sienten místicamente transportados por el olor del copal y la pólvora de los cohetes, a un mundo mágico de folclor y alegría.
La danza de los viejos o Viejada, permite por lo tanto que la sociedad se funda en comparsas de personas en las que no existen distinciones de clases sociales y representa el nivel más elevado de organización natural de los tempoalenses.
Su práctica inicia desde temprana edad  y se prolonga hasta que la condición física del danzante le permita ejecutarla, es su creatividad y devoción en la ejecución y vivencia de la tradición, la que produce que despierte la habilidad de los artesanos que elaboran las máscaras de madera, el ingenio de quienes las pintan, el diseño de quienes confeccionan los trajes o vestuarios, la ejecución y composición en quienes interpretan los sones al compás del violín, la jarana y quinta huapanguera.
Al simbolizar las comparsas a los fieles difuntos, se presume que el danzante durante su jornada, deja de ser el, para dar paso a las almas, quienes ocupan su cuerpo y su lugar en este mundo, para este proceso es indispensable que los curados de jobito, morita o aguardiente, permitan el estado de trance necesario para  armonizar de manera ritualista el verdadero retorno de los fieles difuntos, al interpretar con ropas, prendas y máscaras a familiares, amigos, conocidos, personajes singulares e incluso animales, sintetizando en la Danza de los Viejos o la Viejada, el trabajo que se ha realizado en la vida.
"Amable y respetuoso viajero, detén tus pasos por favor en éste carismático y estoico pueblo, visítalo de corazón, no porque yo lo quiero, sino porque tiene lo suyo de manera muy especial, en esto de conmemorar el culto a los Muertos. Esperamos sinceramente tu visita y te acordaras de lo que yo, aquí expreso."
Amigos Tempoal los espera con los brazos abiertos en Día de Muertos…. Qué bonito, es lo bonito….

### Música
El Huapango Huasteco es propio de la región.

### Artesanías
Morrales, estropajos y riatas de ixtle o hilo, escobas, sombreros, abanicos, petates y canastas de palma; comales, ollas, jarros de barro, cántaros, así como máscaras de madera.

### Gastronomía
El Mole, Zacahuil, Tamales, Pozole, Pazcal, Cecina con enchiladas, Palmito, Jacubes.

## Política

### Ayuntamiento
El ayuntamiento de Tempoal está formado por un presidente municipal y un síndico único, también se integran 2 regidores extraídos de la mayoría relativa y 2 regidores de representación proporcional.
Las principales comisiones del ayuntamiento son:
- Educación y Tesorería.
- Policía, Tránsito, Mercados y Panteones.
- Salud.
- Obras públicas, Limpieza y Ornato.
- Ganadería.
- Agua Potable y Drenaje.
- Servicio Militar.

### Localidades
Las comunidades más importantes, atendiendo a su población son: Tempoal de Sánchez con 12,237 habitantes, Corozal con 2,000 habitantes y a 18 km de distancia de la cabecera municipal; El AguacateTerrero con 1,200 habitantes y a 15 km de distancia de la cabecera municipal; Horcon Potrero con 1,100 habitantes y a 16 km de distancia de la cabecera municipal; Pochuco con 750 habitantes y a 20 km de distancia de la cabecera municipal; Tres Palmas con 490 habitantes y a 40 km de distancia de la cabecera municipal; Guayalitos con 300 habitantes y a 35 km de distancia de la cabecera municipal; Cruz de Palma con 734 habitantes y a 12 km de distancia de la cabecera municipal, San Isidro con 450 habitantes y a 7 km de distancia de la cabecera municipal; La Central con 400 habitantes y a 12 km de distancia de la cabecera municipal y por último El Sauce con 354 habitantes y a 6 km de distancia de la Cabecera municipal, todos tienen como principal actividad la agricultura y la ganadería. Otra localidad no menos que las anteriores es la de Tamemás, la cual cuenta con una escuela primaria, campo deportivo, clínica del seguro social, una capilla, agua potable y electrificación. Se encuentra a una distancia de 15 km aproximadamente de la cabecera municipal.

### Autoridades auxiliares
Para eficientar su administración y servicios en los distintos puntos del territorio municipal el Ayuntamiento se apoya de las autoridades auxiliares, entre las que contamos a los delegados, subdelegados, jefes de sector, jefes de manzana e inclusive los agentes municipales. Tiene el municipio 20 Agentes Municipales, 39 Subagentes Municipales y 11 Jefes de Colonia. Los dos primeros cargos son propuestos en reunión de Cabildo, los jefes de sector y de manzana son electos conforme a sus respectivos reglamentos; y los agentes municipales, de acuerdo con el artículo 60 de la Ley Orgánica del Municipio Libre son electos mediante procedimientos preparados por los ayuntamientos, sancionados por la Legislatura del Estado. Los procedimientos son auscultación, plebiscito y el voto secreto El municipio en sus diferentes congregaciones ha utilizado los siguientes procesos:
| Localidad          | Procedimiento de elección |
| ------------------ | ------------------------- |
| Chicayán           | Auscultación              |
| San Rafael         | Auscultación              |
| Tancholín          | Auscultación              |
| Buenavista         | Plebiscito                |
| Palo Solo          | Plebiscito                |
| Sardo              | Plebiscito                |
| Progreso de Alegre | Plebiscito                |
| El Pescado         | Plebiscito                |
| Amarillo           | Plebiscito                |
| Carmen             | Voto secreto              |
| Horcón             | Voto secreto              |
| La Lanja           | Voto secreto              |
| El Limón           | Voto secreto              |
| Tres Palmas        | Voto secreto              |
| Terrero            | Voto secreto              |
| Volantín           | Voto secreto              |
| Mesa de Santiago   | Voto secreto              |
| Tamemas            | Voto secreto              |
| La Barranca        | Voto secreto              |
| Corozal            | Voto secreto              |

### Representación legislativa
El municipio corresponde al I distrito Electoral Federal (cabecera: Pánuco) y al I distrito Electoral Local (cabecera: Pánuco).

### Cronología de los Presidentes Municipales
- Los años anteriores a 1910 fungía como encargado de la población Don Guadalupe León
- C. Teófilo C. Herrera 	 1911
- C. Arnulfo R. Serna 1912-1913
- C. Amador I. Ponce 1914-1915
- C. Rafael Rivera 1917-1918
- Profr. Galdino Meraz Casanova 1919-1920
- C. Ignacio I. Zavala Torre 	 1921
- C. Porfirio M. Ochoa Medellín 	 1922
- C. Amador I. Ponce 	 1923
- C. Rafael C. Díaz Medellín 1924-1925
- Eusebio A. Romero Arenas 1926-1927 El 14 de junio de 1927, se le dio la categoría de villa
- C. Antonio Trueba Zavala 1928-1929
- C. Tirso C. Medellín Juárez 1930-1931
- C. José Azuara Casanova 1932-1933
- Eusebio A. Romero Arenas 1934-1935
- C. Bernardo C. Medellín Juárez 1936-1937. 3 meses después completa el otro año C. Federico Contreras Sainz
- C. Julio Contreras Sainz 1938-1939
- C. César Azuara Casanova 1940-1941
- Eusebio A. Romero Arenas 1942-1943
- C. Próspero Júarez Sosa 1944-1946 Se inicia el periodo de gobierno de 3 años (Trienio)
- Coronel Alberto C. Herrera 1947-1949
- C. Dionisio C. Barquin Lara 1950-1952
- Eusebio A. Romero Arenas 1953-1955
- Rigoberto Juárez J. 	1956-1958
- Gregorio Carrasco C. 	1959-1961 Decreta la H. Legislatura del Estado en el año de 1960, la categoría de ciudad.
- Manuel Ponce Guerrero 	1962-1964
- Rigoberto Juárez J. 	1965-1967
- Bernardo Medellín Juárez 1968-1970
- Hermenegildo Díaz Azuara 1971-1973
- Francisco Romero Azuara 1974-1976
- Consejo municipal 	1977-1979
- Virgilio Lara Zumaya 	1980-1982
- Pedro Sánchez Arrieta 	1983-1985
- Alfonso Aguirre Aviles 1986-1988
- Gregorio Lara Faticati 1989-1991
- Gastón Zavala Hernández 1992-1994
- Aureliano Arenas Mercado 1995-1997
- Josué Medellín Rivera 	1998-2000
- Contador Patricio Chirinos del Ángel 2001-2004 Se establece un periodo de gestión municipal de 4 años para regularizar los tiempos electorales.
- Celestino Rivera Hernández 2005-2007
- Mtra. Julia Olaya Zavala Hernández 2008-2010
- Sandra Malerva García 2010-2013
- Contador Patricio Chirinos del Ángel 2013-2017 Se establece un periodo de gestión municipal de 4 años para regularizar los tiempos electorales.
- Doctor Abel Hermenegildo Díaz Ponce 2018-2020